# Live - Friday The 13th
Live - Friday The 13th es un CD y DVD en vivo de la banda Maroon 5. Fue grabado el 13 de mayo de 2005 en Santa Bárbara, California en el Santa Barbara Bowl. 
El DVD ofrece entrevistas exclusivas con la banda y la visión de cómo se produjeron ciertas canciones. El concierto en vivo es una performance de todas sus canciones y el CD contiene las mismas canciones. 
Este álbum ha sido lanzado con el sistema de protección contra copia en algunas regiones.

## Lista de canciones

### CD
1. "Shiver" – 4:49
2. "Through with You" – 3:19
3. "Tangled" – 3:37
4. "Harder to Breathe" – 2:59
5. "The Sun" – 7:52
6. "Wasted Years" – 5:23
7. "Secret/Ain't No Sunshine" – 7:11
8. "Not Coming Home" – 4:28
9. "This Love" – 5:14
10. "Must Get Out" – 4:08
11. "Sunday Morning" – 6:37
12. "Sweetest Goodbye" – 9:38
13. "Hello" (Cover de Oasis) – 3:52
14. "She Will Be Loved" – 8:51

### DVD
1. "Shiver"
2. "Through with You"
3. "Tangled"
4. "Harder to Breathe"
5. "The Sun"
6. "Wasted Years"
7. "Secret/Ain't No Sunshine"
8. "Not Coming Home"
9. "This Love"
10. "Must Get Out"
11. "Sunday Morning"
12. "Sweetest Goodbye"
13. "Hello"
14. "She Will Be Loved"
15. Material Extra

- Datos: Q730510